# Anna Dewdney
Anna Elizabeth Dewdney (25 de diciembre de 1965 - 3 de septiembre de 2016) fue una autora e ilustradora estadounidense de libros infantiles. El primer libro que escribió e ilustró, Llama Llama Red Pajama (2005), recibió elogios de la crítica. Escribió otros libros de la serie Llama Llama, todos convirtiéndose en superventas del New York Times. Su trabajo ha sido adaptado a obras de teatro, espectáculos de danza, musicales y una serie de televisión animada para Netflix titulada Llama Llama. Muchas organizaciones sin fines de lucro utilizan sus libros para campañas y programas de alfabetización, incluyendo la Biblioteca del Congreso de los Estados Unidos.
Dewdney falleció a los 50 años, víctima de un tumor cerebral, el 3 de septiembre de 2016.